# 天神獅子イバラスター
天神獅子イバラスターは、岡山県井原市のローカルヒーロー。岡山県内で人気を誇るご当地ヒーロー。
合同会社IBARASTARSが制作している、
井原市美星町出身のヒーロー天神獅子イバラスター。
加賀美獅子と一心同体となり、井原市を滅ぼそうとする黒星天神と闘いを続け、井原市の平和を守っている。
岡山県井原市出身のローカルヒーローである天神獅子イバラスターは、井原市出身である俳優・三島健太郎が東京で役者、スーツアクターとして活動していく中で出身地である井原市へ何かを残したいと思い発足。
岡山県井原市を全国へ、世界へ発信していけるよう活動している。

## 概要
本作品は、岡山県のローカルヒーローを通して初めて一人の主人公の変身者がヒーローとして変身するというコンセプトが採用されている。また、作品を通しての悪役として黒星天神が登場、黒星天神はイバラスターと同じく井原市美星町の出身。
本作品はレイ法律事務所の代表弁護士であり
日本エンターテイナーライツ協会共同代表理事である佐藤大和がサポートを行なっている。

## 天神獅子イバラスター
天神獅子イバラスターは井原市の平和を守るために、誕生したヒーローである。 名前の由来は井原市芳井町にある名勝の天神峡。 井原市が誇る彫刻家、平櫛田中の代表作である鏡獅子を引用しており、 井原市美星町の澄んだ夜空に浮かぶ、美しい星が故郷である。
赤と黒のツノや、隈取りをした鋭い目つきは鏡獅子を。 
また、桜の花びらの形をした胸のマークは井原堤の桜をイメージしている。 
この他、赤色のボディは天神峡の紅葉。 
黒色の下半身は夜空をイメージしており、
まさに井原市を体現したヒーローである。

## ストーリー
主人公である加賀美獅子は幼い頃からヒーローに憧れており、大人になってもヒーローは必ずいる、夢を諦めなければ必ずヒーローになれると信じて日々を過ごしていた。
同級生である芳井峡と共に何気ない毎日を過ごしていたが、過去の世界から来たという青野浪漫と出会う。
青野浪漫は過去の井原市は黒星天神に滅ぼされそうになっており、自分を守ってくれたヒーローが未来へこの出来事を伝えてほしいと伝言を預かり、未来の井原市へ足を運び、獅子と峡に伝えた。
青野浪漫の言葉を信じ、獅子と峡は青野浪漫と共に過去の井原市へタイムスリップし、黒星天神を目の当たりにする。
獅子は黒星天神によって仲間を傷つけられ、満身創痍の状態であったが、ヒーローとは何かを思い出し、この井原市に住む人達の優しさと仲間を信じる気持ちで天神獅子イバラスターと一心同体となり、黒星天神に立ち向かっていく。

## 登場人物
- 加賀美 獅子 (かがみ しし)

本作品の主人公。
幼い頃からヒーローに憧れており、大人になっても
ヒーローは必ず存在しており、夢を諦めなければ自分も必ずヒーローになれると信じている真っ直ぐな青年。
日々のトレーニングを怠らず、いつ侵略者が現れても
自分がヒーローとして活躍できるよう準備している。
等身大ヒーローから巨大ヒーローの知識が豊富であり、変身ポーズや必殺技等を全て熟知している。
- 黒星 天神 (くろほし てんしん)

遥か昔から天神獅子イバラスターと共に井原市を守っていた人物。
イバラスター、獅子の宿敵となる。
自らの出身である美星町の美しい星を全て消し去り、井原市を星も見えない暗黒の世界へと導いていく。
- 芳井 峡 (よしい かい)

獅子の同級生。
人の気持ちがわかり、思いやりがあり、誰にでも優しい正義感溢れる人物。
幼少時代は獅子と一緒にヒーローごっこをしており、獅子と同じくヒーローは必ず存在していると信じている。

## キャスト

### レギュラー・準レギュラー
- 加賀美 獅子  - 佐々木陽平
- 黒星 天神 - 坂川良
- 芳井 峡 - 鹿島裕介

### スーツアクター
- 天神獅子イバラスター  - 三島健太郎

### ゲスト
- 佐藤大和(レイ法律事務所 代表弁護士)
- 森本亮治(仮面ライダー剣)
- 桐島優介(ウルトラマンネクサス)
- 内山眞人(ウルトラマンネクサス)
- 金井茂(電磁戦隊メガレンジャー)
- 大杉宜弘(アニメーター)
- 松本純弥(さらば大戦士トゥギャザーV監督)